# Oxytropis latialata
Oxytropis latialata är en ärtväxtart som beskrevs av Pei Chun Qiong Li. Oxytropis latialata ingår i släktet klovedlar, och familjen ärtväxter. Inga underarter finns listade i Catalogue of Life.